# Artushof Toruń

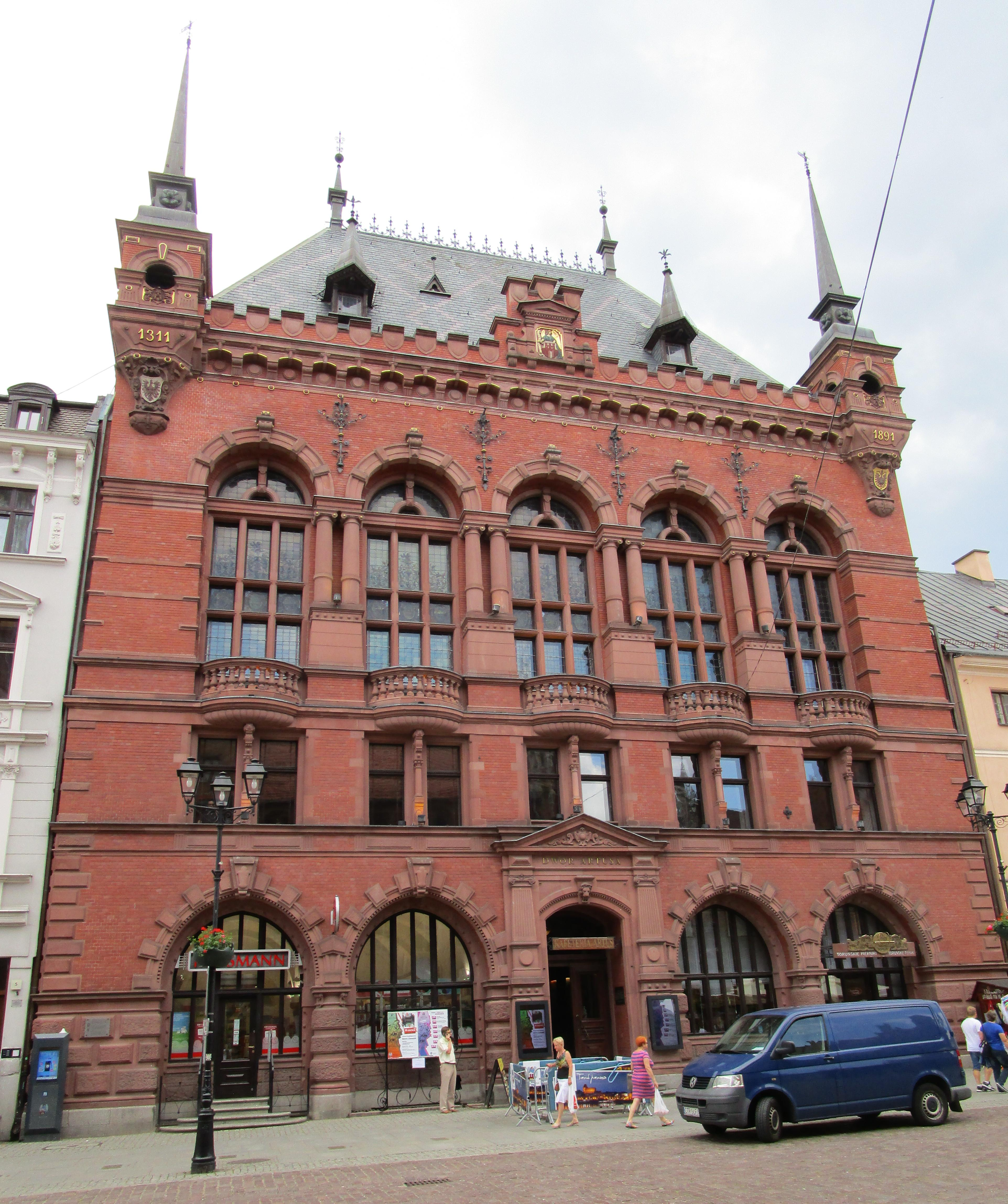
Der Artushof in Toruń

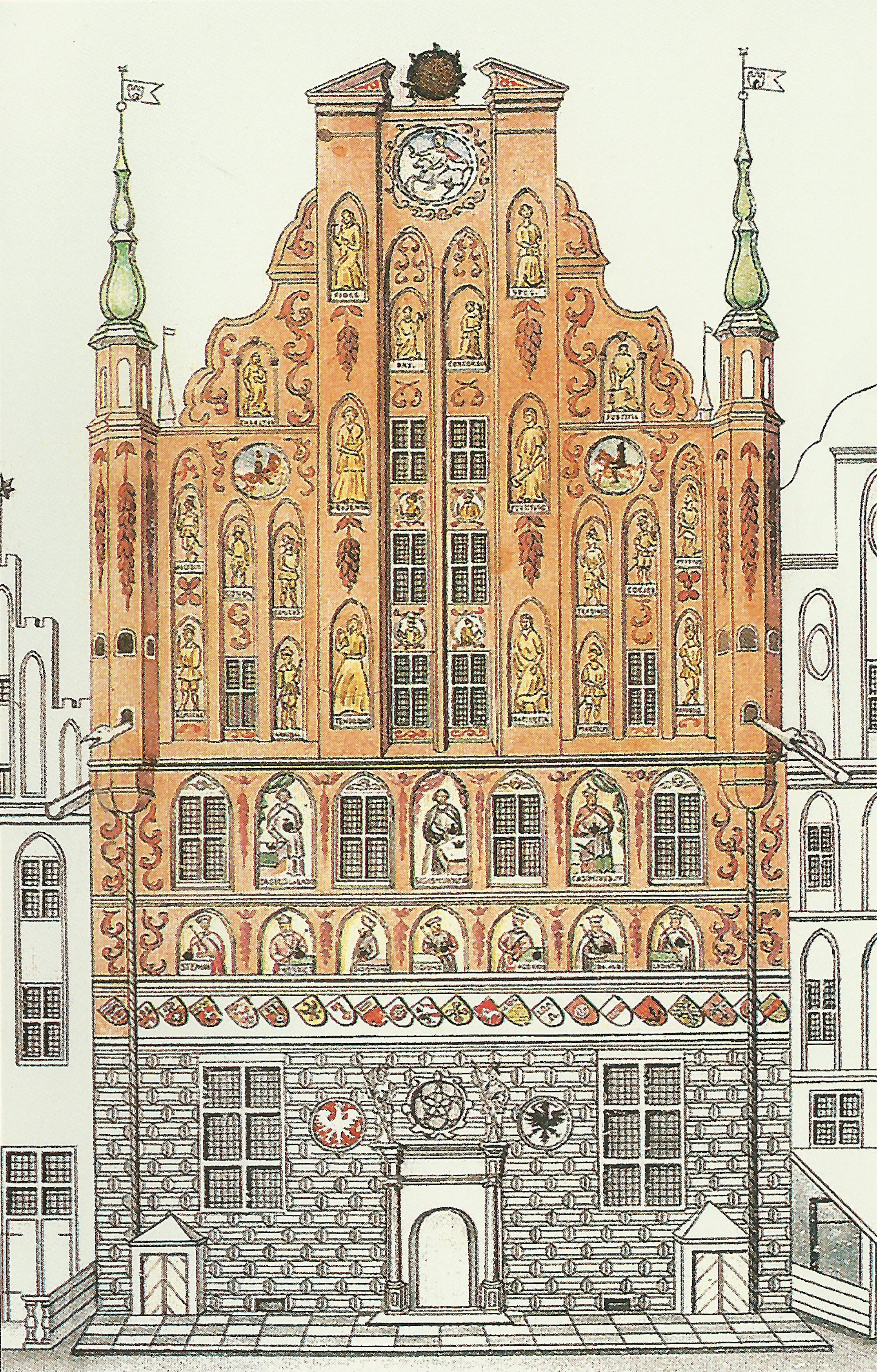
Artushof in Thorn nach Kopie einer Zeichnung von 1386 im Museum

Der Artushof (polnisch: Dwór Artusa) in Toruń (deutsch: Thorn) ist ein Wahrzeichen Thorns am Altstädtischen Markt. Ein erster Bau stammt aus dem 14. Jahrhundert. Das heutige Bauwerk stammt jedoch aus dem späten 19. Jahrhundert.

## Geschichte
Der Hof wurde im Jahre 1310 in Thorn von der St.-Georgs-Bruderschaft errichtet und 1311 eingeweiht. Diese war eine Patriziergesellschaft, die sich in starkem Maße an der ritterlich-höfischen Kultur orientierte. Der repräsentative Artushof sollte daher an die Ritter der Tafelrunde des Königs Artus erinnern. Solche Höfe wurden zu der Zeit in vielen Hansestädten des Ostseeraumes errichtet. Sie waren Treffpunkte der Kaufmannsgilden.
Von diesem alten gotischen Gebäude ist eine Zeichnung aus dem Jahr 1386 erhalten, die ein Haus mit Staffelgiebel und einer überaus reichen Verzierung und vielen Skulpturen zeigt.
Im Jahre 1466 wurde hier der Zweite Thorner Friede geschlossen. Im 17. Jahrhundert erhielt der Artushof eine neue reichgeschmückte Fassade. Im Jahr 1802 wurde der Bau abgerissen und ein Neubau errichtet. Auch dieses Gebäude wurde abgerissen, an seine Stelle trat ein im Jahre 1890 im Auftrag des Bürgermeisters Georg Bender errichteter Bau im Stil der Neorenaissance, es wurde 1891 eingeweiht. In diesem befindet sich heute ein Kulturzentrum. Auch war der Artushof Sitz des Kammerorchesters Toruń. Auch mehrere Geschäfte sind dort untergebracht.
Nach diesem Gebäude ist die Artushof-Vereinigung Thorn e.V. benannt, eine Deutsch-Polnische Gesellschaft (gegr. 1971), die sich aber auch mit Ahnen- und Familienforschung sowie der Kulturgeschichte des ehemaligen Landkreises Thorn beschäftigt. Sie gibt zweimal im Jahr die deutschsprachige Zeitschrift „Thorner Nachrichten“ heraus.